# Casino (Châtelaillon-Plage)

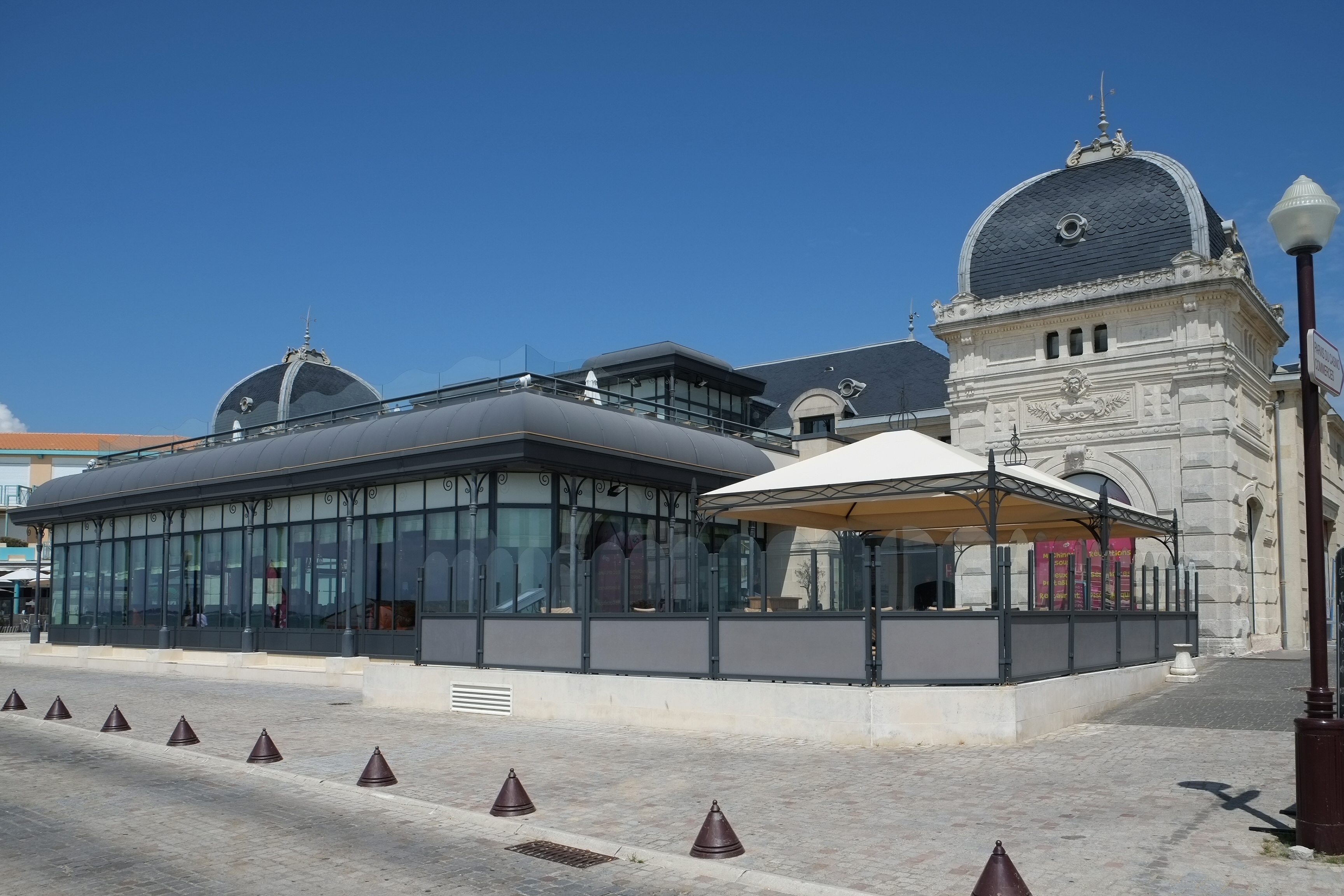
Casino in Châtelaillon-Plage (Meerseite)

Das Casino in Châtelaillon-Plage, einer französischen Gemeinde im Département Charente-Maritime in der Region Nouvelle-Aquitaine, wurde 1893 errichtet.  
Der Bau des Casinos am Boulevard de la Mer wurde von Alcide Charles Jean d’Orbigny maßgeblich vorangetrieben. D’Orbigny war Bürgermeister von La Rochelle und besaß eine Villa in Châtelaillon-Plage. Ein Casino gehörte damals zur Infrastruktur eines Seebades. 
Das aus Kalksteinmauerwerk bestehende Bauwerk wurde im Zweiten Weltkrieg beschädigt und danach als Kino umgenutzt. Nach 2002 wurde das Casino originalgetreu wiederhergestellt. Neben dem Casino befinden sich im Gebäude ein Café und ein Restaurant mit Meerblick.